# Hannover United
Hannover United ist ein deutscher Rollstuhlbasketballverein mit Sitz in Hannover.
Hannover United e.V. entstand aus einer Spielgemeinschaft. Im Jahr 2006 wurde die Spielgemeinschaft SG Oldenburg-Sünteltal aus den Vereinen BSV Sünteltal Bad Münder am Deister e.V. und RSC Oldenburg e.V. gegründet. Die Mannschaft startete in der Regionalliga Nord.
2008 wurde die SG Oldenburg-Sünteltal Meister in der Regionalliga Nord und stieg in die 2. Bundesliga Nord auf.
2011 wurde die Spielgemeinschaft nach dem Aufstieg in die 1. Bundesliga in „Hannover United“ umbenannt. Der Verein stieg 2012 wieder in die 2. Bundesliga ab. Am 13. September 2012 erfolgte die Gründung des eigenständigen Vereins „Hannover United e.V.“
Im Jahr 2013 gelang der Wiederaufstieg in die 1. Bundesliga, dem 2014 der erneute Abstieg folgte. 2015 gelang Hannover die sofortige Rückkehr in die 1. Bundesliga, dem 2016 wiederum der Abstieg folgte. Im Jahr 2017 stiegen die „Füchse“ erneut in die 1. Bundesliga auf und schafften in der Saison 2017/2018 erstmals den lang ersehnten Klassenerhalt und sind bis heute nicht mehr abgestiegen. Im selben Jahr gelang United außerdem überraschend der Sprung ins Pokalfinale. Zwar unterlag man dem RSV Lahn-Dill in Wetzlar deutlich mit 35:74, doch am Ende stand der bislang größte Erfolg in der noch jungen Vereinsgeschichte. Hannover United trägt seine Heimspiele in der Sporthalle des Gymnasium Sophienschule Hannover Lüerstraße 18 aus.
| Nummer | Name            | Position | Nationalität      |
| ------ | --------------- | -------- | ----------------- |
| 4      | Oliver Jantz    | Guard    | Deutschland       |
| 5      | Luis Conrad     | Forward  | Deutschland       |
| 6      | Sören Seebold   | Guard    | Deutschland       |
| 8      | Tobias Hell     | Forward  | Deutschland       |
| 9      | Tom McHugh      | Center   | Australien        |
| 10     | Jan Haller      | Guard    | Deutschland       |
| 11     | Jan Sadler      | Guard    | Deutschland       |
| 12     | Alexander Budde | Center   | Deutschland       |
| 15     | Jakob Krömer    | Center   | Deutschland       |
| 24     | Radi Dagamin    | Guard    | USA / Deutschland |

## Erfolge
- 2023 – EuroCup3 Pokalsieger
- 2024 – EuroCup2 Pokalsieger
- 2013 – Ausrichter und Teilnehmer DRS-Pokal Final Four
- 2018 – Deutscher DRS-Vizepokalsieger
- 2020 – Ausrichter und Teilnehmer DRS-Pokal Final Four
- 2024 – Deutscher DRS-Vizepokalsieger
- 2011 – Meister der 2. Bundesliga Nord und Aufstieg in die RBBL
- 2013 – Meister der 2. Bundesliga Nord und Aufstieg in die RBBL
- 2015 – Meister der 2. Bundesliga Nord und Aufstieg in die RBBL
- 2017 – Meister der 2. Bundesliga Nord und Aufstieg in die RBB